# Sylver
Sylver é um grupo de eurodance belga que ficou conhecido com a música "Turn the Tide".  Os membros do grupo são a vocalista Silvy De Bie (nascida em 4 de Janeiro de 1981) e o tecladista/compositor Wout Van Dessel (nascido em 19 de Outubro de 1974).  Regi Penxten (Milk Inc.) é arranjador/produtor e co-escritor de algumas músicas.
Silvy começou sua carreira musical aos nove anos de idade na série de televisão belga De Kinderacademie (The Children's Academy).  Devido à legislação belga, é proibido trabalho para menores de 16 anos, interrompendo sua carreira temporariamente.  Mais tarde ela retornou com uma banda de nome "Lance".
Wout é um conhecido DJ na Bélgica.  Wout e Silvy se encontraram na casa do DJ para elaborar um single, "Turn the Tide", que imediatamente se tornou um sucesso, principalmente pelo estranho clip, pois apresenta uma Silvy fatal como médica.
Sylver faz turne em vários países desde a África até Asia.

## História
Em 2001, Sylver lança seu primeiro trabalho Chances, que incluiu o single "Turn the Tide".  O single chegou ao oitavo lugar nos charts europeus, e em oito semanas foi para o segundo lugar. Logo o álbum alcançou a posição 49 dos cem mais vendidos.  O próximo single "Forever In Love" também chegou aos charts. O segundo trabalho, Little Things (2003) não alcançou um grande sucesso, com os singles "Livin' My Life" uma excelente música com um clip idem, e "Why Worry".
Em 2 de Novembro de 2004, o terceiro álbum, Nighttime Calls, foi realizado.  O primeiro single deste álbum, "Love is an Angel", chegou ao top 10 na Bélgica (20 de Setembro). O grupo utiliza sintetizadores, guitarras, metais entre outros instrumentos. O novo álbum foi realizado em Maio de 2006. A faixa de destaque é "Lay All Your Love On Me" do famoso grupo ABBA.
Atualmente o grupo está trabalhando na divulgação do seu sexto álbum Sacrifice, lançado em 8 de Maio de 2009 na Bélgica.

## Discografia

### Álbuns
| Year | Title                            | Chart positions | Chart positions | Chart positions | Chart positions |
| Year | Title                            | BE              | NL              | DE              | AT              |
| ---- | -------------------------------- | --------------- | --------------- | --------------- | --------------- |
| 2001 | Chances                          | 2               | 40              | 16              | 38              |
| 2003 | Little Things                    | 7               | 27              | 12              | 56              |
| 2004 | Nighttime Calls                  | 23              | 50              | 34              | 75              |
| 2006 | Crossroads                       | 9               | 70              | 39              | 72              |
| 2007 | 2001-2007 - The Hit Collection   | 20              | 91              | 50              | 68              |
| 2009 | Sacrifice                        | 3               | 14              | 10              | 29              |
| 2010 | Decade - The Very Best Of Sylver | 1               | 29              | 19              | 38              |

### Singles
| Year | Title                                                                    | Chart positions | Chart positions | Chart positions | Chart positions | Chart positions |
| Year | Title                                                                    | BE              | BDC*            | NL              | DE              | AT              |
| ---- | ------------------------------------------------------------------------ | --------------- | --------------- | --------------- | --------------- | --------------- |
| 2000 | „Turn The Tide“ Chances                                                  | 1               | 1               | 15              | 2               | 3               |
| 2001 | „Skin“ (Belgium-Only) Chances                                            | 2               | -               | 30              | 15              | 20              |
| 2001 | „Forever In Love“ Chances                                                | 11              | 6               | 65              | 10              | 27              |
| 2001 | „In Your Eyes“ Chances                                                   | 19              | -               | 53              | 20              | 41              |
| 2001 | „Forgiven“ Chances                                                       | 9               | 12              | 46              | 25              | 52              |
| 2002 | „The Smile Has Left Your Eyes“ (Spain-Only) Chances                      | -               | -               | -               | -               | -               |
| 2003 | „Livin' My Life“ Little Tings                                            | 5               | 7               | 34              | 10              | 40              |
| 2003 | „Why Worry" Little Tings                                                 | 10              | 6               | 49              | 44              | 67              |
| 2003 | „Shallow Water“/„Confused“ Little Tings                                  | 20              | -               | 60              | 47              | 75              |
| 2003 | „Wild Horses“ (Belgium-Only) Little Tings                                | 25              | -               | -               | 50              | -               |
| 2004 | „Love Is An Angel“ Nighttime Calls                                       | 4               | 8               | 27              | 18              | 53              |
| 2005 | „Make it“ ''Nighttime Calls                                              | 12              | 15              | 78              | 49              | -               |
| 2005 | „Take Me Back“ (Belgium-Only) Nighttime Calls                            | 6               | 13              |                 | 67              | -               |
| 2006 | „Lay All Your Love On Me“ Crossroads                                     | 5               | -               | 38              | 26              | 32              |
| 2006 | „One Night Stand“ (Belgium-Only) Crossroads                              | 24              | 27              | -               | 72              | -               |
| 2006 | „Why“ (Belgium-Only) Crossroads                                          | 25              | -               | -               | 78              | -               |
| 2007 | "The One" (Germany - Vinyl/Download-Only) 2001-2007 - The Hit Collection | 4               | -               | 23              | 8               | 33              |
| 2008 | "One World One Dream" Sacrifice                                          | 21              | -               | 88              | 15              | 48              |
| 2008 | "Rise Again" Sacrifice                                                   | 21              | -               | -               | 45              | -               |
| 2009 | "I Hate You Now" Sacrifice                                               | 8               | -               | 50              | 10              | 26              |
| 2009 | "Foreign Affair" Sacrifice                                               | 3               | -               | 9               | 7               | 10              |
| 2009 | "Music" (com John Miles) Sacrifice                                       | 11              | -               | 55              | 20              | 48              |
| 2010 | "It's My Life" Decade - The Very Best Of Sylver                          | 20              | 24              | -               | 38              | -               |
| 2010 | "Turn The Tide 2010" Desconhecido                                        | 16              | 19              | 91              | 19              | 50              |
| 2011 | "Stop Feeling Sorry" Desconhecido                                        | 30              | -               | -               | 34              | -               |

- (*) Belgian dance chart